# جنگ بالش دخترها
«جنگ بالش دخترها» یا جنگ بالش جدید (انگلیسی: New Pillow Fight) یک فیلم صامت کوتاه آمریکایی با بازی امیلی لوبین و مارگریت سسلراست که در سال ۱۸۹۷ منتشر شد. این فیلم چهار دختر کوچک را نشان می‌دهد که با بالش‌هایی با هم می‌جنگند. پس از فیلم همه جا مملو از پر می‌شود.